# Juffernbach
Der Juffernbach ist ein 1,8 Kilometer langer rechtsseitiger Zufluss der Werse in Münster/Westfalen.

## Verlauf
Der Bachlauf entsteht im Stadtteil Handorf an einem Graben im Gewerbegebiet Gildenstraße und verläuft dann durch Felder nordwärts. Er wendet sich etwas nach Westen, durchläuft ein Regenrückhaltebecken und fließt dann (teilweise verrohrt und begradigt) weiter nordwärts durch das Siedlungsgebiet von Handorf. Der Verlauf zwischen den Straßen Kötterstraße und Kirschgarten wurde 2001 entrümpelt und renaturiert. Der Bach unterquert die Dorbaumstraße und mündet in der Nähe der Straße Wersedaipe in die Werse.